# 軒轅十一
軒轅十一，即獅子座ζ（Zeta Leonis、ζ Leo、ζ Leonis），是獅子座一顆視星等3等的恆星。它的西方固有名稱 Adhafera（或 Aldhafera, Adhafara）是來自阿拉伯語的 الضفيرة（al-ðafīrah），是指獅子的鬃毛。軒轅十一是在軒轅十二之後構成「鐮刀」刀鋒的第二顆恆星。

## 恆星狀態
軒轅十一是一顆光譜類型F0 III的巨星。自1943年起它的光譜就成為將其他恆星光譜分類時的標準。它的視星等+3.44，但光度是太陽的85倍。軒轅十一的質量大約是太陽的3倍，半徑則是太陽的6倍。依巴谷卫星量測其視差的結果顯示它距離地球大約274光年（84秒差距）。
軒轅十一和視星等5.90的獅子座35是光學雙星。獅子座35在天球上沿著位置角340°處距離軒轅十一325.9角秒，但兩者並非聯星系統，獅子座35距離地球只有100光年。